# Noctuinae
Noctuinae zijn een onderfamilie van vlinders in de familie uilen (Noctuidae).

## Geslachtengroepen
- Actinotiini
- Agrotini
- Apameini
- Arzamini
- Aseptis
- Caradrinini
- Dypterygiini
- Elaphriini
- Glottulini
- Hadenini
- Leucaniini
- Noctuini
- Orthosiini
- Phlogophorini
- Phosphilini
- Prodeniini
- Pseudeustrotiini
- Tholerini
- Xylenini

## Geslachten
(Indicatie van aantallen soorten per geslacht tussen haakjes)
- Abagrotis  (31)
- Adelphagrotis  (4)
- Admetovis Grote, 1873 (3)
- Agnorisma  (3)
- Agrotis Ochsenheimer, 1816 (296)
- Amazonides  (50)
- Anaplectoides McDunnough, 1929 (12)
- Anarta Ochsenheimer, 1816 (33)
- Anicla  (9)
- Aseptis McDunnough, 1937 (18)
- Axylia Hübner, 1821 (27)
- Beriotisia  (4)
- Bifrontipta  (1)
- Blepharoa  (1)
- Boursinidia  (6)
- Brachypteragrotis  (1)
- Brachytegma  (2)
- Brithys  (3)
- Buciara  (1)
- Caphornia  (10)
- Cardepia Hampson, 1905 (14)
- Cassania  (1)
- Cladocerotis  (1)
- Claudaxylia  (1)
- Coenophila  (3)
- Copablepharon  (14)
- Crassivesica  (1)
- Cryptocala  (2)
- Chamyla  (4)
- Chersotis  (55)
- Chlanidophora  (3)
- Choephora  (1)
- Chorizagrotis  (10)
- Dallolmoia  (1)
- Diarsia Hübner, 1821 (96)
- Dichagyris  (83)
- Dimorphinoctua  (3)
- Ectopatria  (19)
- Effractilis  (1)
- Eicomorpha  (4)
- Enargia  (14)
- Engusanacantha  (1)
- Epipsilia  (4)
- Episcotia  (1)
- Erebophasma  (4)
- Erythrophaia  (3)
- Estagrotis  (1)
- Estimata  (10)
- Euagrotis  (13)
- Eucoptocnemis Grote, 1874 (8)
- Eueretagrotis  (3)
- Eugraphe Hübner, 1816 (9)
- Euneophlebia  (4)
- Euxoa Hübner, 1821 (321)
- Euxoamorpha  (4)
- Euxootera  (27)
- Feltia  (11)
- Grumia  (4)
- Hadena Schrank, 1802 (266)
- Hemieuxoa  (6)
- Hemiexarnis  (4)
- Hemipachnobia  (1)
- Heptagrotis  (1)
- Hermonassa  (67)
- Hermonassoides  (1)
- Hoeneidia  (1)
- Hyperfrontia  (5)
- Hypernaenia  (1)
- Ikondiana  (1)
- Isochlora  (13)
- Lenisa Fibiger, Zilli & Ronkay, 2005 (2)
- Lycophorus  (1)
- Manruta  (1)
- Medlerana  (2)
- Meganyctycia  (1)

- Megasema  (26)
- Mentaxya  (39)
- Mesembragrotis  (1)
- Mesembreuxoa  (1)
- Mesogona  (4)
- Metalepsis  (3)
- Metecia  (1)
- Metopoplacis  (1)
- Micragrotis  (18)
- Micraxylia  (9)
- Mniotype Franclemont, 1941 (18)
- Naenia Stephens, 1827 (2)
- Neurois  (5)
- Noctubourgognea  (2)
- Ochropleura Hübner, 1821 (59)
- Onychagrotis  (1)
- Oxytrypia  (4)
- Pachnobia  (45)
- Pachyagrotis  (6)
- Palaeagrotis  (2)
- Palaeamathes  (4)
- Parabarrovia  (2)
- Paradiarsia  (5)
- Paradigma  (2)
- Paramathes  (6)
- Paraxestia  (2)
- Pareuxoa  (15)
- Parexarnis  (18)
- Perissandria  (12)
- Petrowskya  (1)
- Phaenagrotis  (1)
- Polytela  (4)
- Powellinia  (7)
- Praina  (13)
- Prognorisma  (2)
- Pronoctua  (2)
- Proragrotis  (2)
- Protexarnis  (8)
- Protogygia  (9)
- Protolampra  (3)
- Psaphara  (2)
- Psectraxylia  (3)
- Pseudohermonassa  (5)
- Pseudorthosia  (1)
- Pseudoseptis  (1)
- Pseudoxestia  (1)
- Pyrgeia  (2)
- Raddea  (10)
- Rhyacia  (31)
- Rhynchagrotis  (6)
- Richia  (38)
- Sclereuxoa  (1)
- Setagrotis  (3)
- Sineugraphe  (6)
- Spaelotis  (16)
- Spinipalpa  (5)
- Standfussiana  (10)
- Stenosomides  (1)
- Stilbotis  (17)
- Subnoctua  (2)
- Synclerostola  (15)
- Tamseuxoa  (2)
- Tandilia  (21)
- Tesagrotis  (4)
- Tisagronia  (4)
- Tricheurois  (4)
- Trichosilia  (13)
- Tripseuxoa  (12)
- Turacina  (1)
- Ufeus  (5)
- Uollega  (4)
- Vulcanica  (1)
- Xanthopastis  (1)
- Xenophysa  (8)
- Yigoga  (36)